# Bolleville
|  | Per a altres significats, vegeu «Bolleville (Sena Marítim)». |

Bolleville és un municipi francès al departament de la la Mànega de la regió de Normandia. L'any 2007 tenia 378 habitants.

## Demografia

### Població
El 2007 la població de fet de Bolleville era de 378 persones. Hi havia 157 famílies de les quals 40 eren unipersonals (20 homes vivint sols i 20 dones vivint soles), 52 parelles sense fills, 61 parelles amb fills i 4 famílies monoparentals amb fills.
La població ha evolucionat segons el següent gràfic:

### Habitatges
El 2007 hi havia 184 habitatges, 159 eren l'habitatge principal de la família, 14 eren segones residències i 11 estaven desocupats. 180 eren cases i 4 eren apartaments. Dels 159 habitatges principals, 131 estaven ocupats pels seus propietaris, 25 estaven llogats i ocupats pels llogaters i 3 estaven cedits a títol gratuït; 1 tenia una cambra, 4 en tenien dues, 22 en tenien tres, 51 en tenien quatre i 81 en tenien cinc o més. 130 habitatges disposaven pel capbaix d'una plaça de pàrquing. A 71 habitatges hi havia un automòbil i a 80 n'hi havia dos o més.

### Piràmide de població
La piràmide de població per edats i sexe el 2009 era:
| Homes | Edats   | Dones |
| ----- | ------- | ----- |
| 0     | 95 o +  | 0     |
| 0     | 90 a 94 | 0     |
| 0     | 85 a 89 | 12    |
| 4     | 80 a 84 | 0     |
| 8     | 75 a 79 | 4     |
| 8     | 70 a 74 | 4     |
| 12    | 65 a 69 | 8     |
| 8     | 60 a 64 | 12    |
| 0     | 55 a 59 | 0     |
| 24    | 50 a 54 | 20    |
| 8     | 45 a 49 | 8     |
| 20    | 40 a 44 | 16    |
| 24    | 35 a 39 | 24    |
| 16    | 30 a 34 | 8     |
| 4     | 25 a 29 | 12    |
| 0     | 20 a 24 | 20    |
| 12    | 15 a 19 | 12    |
| 12    | 10 a 14 | 16    |
| 8     | 5 a 9   | 12    |
| 12    | 0 a 4   | 16    |

## Economia
El 2007 la població en edat de treballar era de 238 persones, 171 eren actives i 67 eren inactives. De les 171 persones actives 161 estaven ocupades (82 homes i 79 dones) i 10 estaven aturades (8 homes i 2 dones). De les 67 persones inactives 36 estaven jubilades, 15 estaven estudiant i 16 estaven classificades com a «altres inactius».

### Ingressos
El 2009 a Bolleville hi havia 154 unitats fiscals que integraven 374 persones, la mediana anual d'ingressos fiscals per persona era de 16.330 €.

### Activitats econòmiques
Dels 10 establiments que hi havia el 2007, 5 eren d'empreses de construcció, 2 d'empreses de comerç i reparació d'automòbils, 1 d'una empresa de transport, 1 d'una empresa immobiliària i 1 d'una empresa classificada com a «altres activitats de serveis».
Dels 5 establiments de servei als particulars que hi havia el 2009, 2 eren paletes, 1 fusteria, 1 lampisteria i 1 empresa de construcció.
L'any 2000 a Bolleville hi havia 19 explotacions agrícoles que ocupaven un total de 392 hectàrees.

## Equipaments sanitaris i escolars
El 2009 hi havia una escola elemental.

## Poblacions properes
El següent diagrama mostra les poblacions més properes.